# Samuel Costa (labdarúgó)
Samuel Costa (Aveiro, 2000. november 27. –) portugál korosztályos válogatott labdarúgó, a spanyol Almería középpályása.

## Pályafutása

### Klubcsapatokban
Costa a portugáliai Aveiro városában született. Az ifjúsági pályafutását a Beira-Mar, a Gafanha és a Palmeiras Braga csapatában kezdte, majd a Braga akadémiájánál folytatta.
2020-ban mutatkozott be a Braga felnőtt keretében. A 2020–21-es szezonban a spanyol másodosztályban szereplő Almería csapatát erősítette kölcsönben. 2021. július 1-jén ötéves szerződést kötött az Almería együttesével. Először a 2021. augusztus 16-ai, Cartagena ellen 3–1-re megnyert mérkőzésen lépett pályára. A 2021–22-es szezonban feljutottak a La Ligába. Első gólját 2023. február 11-én, a Real Betis ellen hazai pályán 3–2-es vereséggel zárult találkozón szerezte meg.

### A válogatottban
Costa az U19-es, az U20-as és az U21-es korosztályú válogatottakban is képviselte Portugáliát.
2022-ben debütált az U21-es válogatottban. Először 2022. szeptember 24-én, Grúzia ellen 4–1-re megnyert mérkőzésen lépett pályás és egyben megszerezte első válogatott gólját is.

## Statisztikák
2023. április 2. szerint
| Klub                 | Szezon   | Osztály          | Bajnokság | Bajnokság | Kupa és Ligakupa | Kupa és Ligakupa | Nemzetközi | Nemzetközi | Összesen | Összesen |
| Klub                 | Szezon   | Osztály          | Meccs     | Gól       | Meccs            | Gól              | Meccs      | Gól        | Meccs    | Gól      |
| -------------------- | -------- | ---------------- | --------- | --------- | ---------------- | ---------------- | ---------- | ---------- | -------- | -------- |
| Braga                | 2019–20  | Liga Portugal    | 1         | 0         | 0                | 0                | —          | —          | 1        | 0        |
| Almería (kölcsönben) | 2020–21  | Segunda División | 37        | 2         | 3                | 0                | —          | —          | 40       | 2        |
| Almería              | 2021–22  | Segunda División | 38        | 0         | 2                | 0                | —          | —          | 40       | 0        |
| Almería              | 2022–23  | La Liga          | 21        | 1         | 1                | 0                | —          | —          | 22       | 1        |
| Almería              | Összesen | Összesen         | 96        | 3         | 6                | 0                | 0          | 0          | 102      | 3        |
| Összesen             | Összesen | Összesen         | 97        | 3         | 6                | 0                | 0          | 0          | 103      | 3        |

## Sikerei, díjai
Almería
- Segunda División
  - Feljutó (1): 2021–22